# Plesioplatecarpus planifrons
Il plesioplatecarpo (Plesioplatecarpus planifrons) è un rettile acquatico estinto, appartenente ai mosasauri. Visse nel Cretaceo superiore (Coniaciano/Santoniano, circa 85 milioni di anni fa) e i suoi resti fossili sono stati ritrovati in Kansas.

## Descrizione
Come molti mosasauri simili, anche Plesioplatecarpus possedeva un cranio piuttosto corto e un corpo allungato. I denti erano presenti in misura minore rispetto ad altri mosasauri. L'osso frontale era insolitamente massiccio e piatto nella superficie superiore (da qui l'epiteto specifico planifrons). Come tutti i mosasauri, Plesioplatecarpus possedeva un corpo idrodinamico e arti trasformati in pinne.

## Classificazione
Questo rettile maino è conosciuto per uno scheletro, ritrovato nella formazione Niobrara in Kansas e descritto per la prima volta nel 1874 da Edward Drinker Cope, che lo attribuì a un altro genere di mosasauro già noto, Clidastes. Successivamente Williston, nel 1898, ridescrisse i resti e li assegnò a un altro mosasauro, Platecarpus. Fu solo nel 2011 che un nuovo studio, teso a riclassificare il genere Platecarpus, permise di assegnare questa specie a un genere a sé stante, Plesioplatecarpus appunto (ovvero "falso Platecarpus").
Plesioplatecarpus è considerato un rappresentante relativamente basale della sottofamiglia dei plioplatecarpini, comprendenti mosasauri dal cranio corto e di medie dimensioni. Lo studio (Konishi e Caldwell, 2011) indica che Plesioplatecarpus era più derivato rispetto a Selmasaurus, ma meno derivato di Platecarpus.